# Ropsten (Stockholms tunnelbana)
Ropsten ist eine oberirdische Station der Stockholmer U-Bahn. Sie befindet sich im Stockholmer Stadtteil Hjorthagen und ist Endhaltestelle der U-Bahn-Linie T13 der Röda linjen und der Vorortstraßenbahnlinie L21 (Lidingöbanan). Die zentrale Lage macht die Station zu einer der meistfrequentierten Stationen des U-Bahn-Netzes. An einem normalen Werktag steigen 39.100 Pendler hier zu und um, davon 20.200 in die Tunnelbana, 6.000 in die Lidingöbanan und 12.900 in Busse.
Die Station wurde am 2. September 1967 in Betrieb genommen, als der Abschnitt der Röda linjen zwischen Östermalmstorg und Ropsten eingeweiht wurde. Die 4 Gleise, die an zwei Mittelbahnsteigen liegen, befinden sich oberirdisch in Hochlage. Bis zum Stockholmer Hauptbahnhof sind es etwa 4,5 km.
Die Lidingöbanan hat ihren Startpunkt in Ropsten, sie verkehrt von der Tunnelbanastation weiter über die knapp einen Kilometer lange Lidingöbron, welche die Meerenge Lilla Värtan überspannt.